# Instituto Laue-Langevin
O Instituto Laue-Langevin (ILL), nomeado em honra do físico Max von Laue (físico alemão) e Paul Langevin (físico francês) é uma organização internacional de pesquisa localizada na Polygone Scientifique em Grenoble na França.
O instituto especializado em ciência e tecnologia de neutrões é financiado por quinze países e hospeda anualmente 1.400 cientistas de 40 países, oferecendo os feixes de neutrões mais intensos do mundo. Ele será acompanhado pela futura fonte European Spallation Source em 2025.
Físico britânico Duncan Haldane que trabalhou no instituto em 1977-1981 recebeu o Prêmio Nobel de Física 2016 com John Michael Kosterlitz e David Thouless.